# 最新ドラえもんひみつ百科
『最新ドラえもんひみつ百科』（さいしんドラえもんひみつひゃっか）は、小学館の漫画雑誌『月刊コロコロコミック』1996年4月号から1999年5月号まで連載されていた、藤子・F・不二雄原作・三谷幸広作画の『ドラえもん』のギャグ漫画である。単行本は小学館〈てんとう虫コミックススペシャル〉から全2巻が発売された。

## 概要
藤子の漫画『ドラえもん』の作中設定をギャグを交えて紹介するというスタイル。ドラえもんの生態や、『大長編ドラえもん』シリーズ、主要キャラクターの秘密、そしてひみつ道具をジャンル別に取り上げるという内容。
ネコ型ロボットの設定は『ドラえもん百科』『2112年 ドラえもん誕生』から。道具の図解は『ドラえもん百科』『スーパー・メカノ=サイエンス ドラえもん道具カタログ 2112年版』『ドラえもんのひみつ道具使い方事典』の設定を注意深くセレクトして独自の解釈でまとめている。ひみつ道具の図解以外は藤子の原作に忠実。藤子の原作で明確に設定されていない曖昧なところは、私見を挟んだりすることなく、あえてまとめたりせずに、設定されていない旨を適切に説明している。
小学館によるドラえもんの百科、事典、研究本には、『決定版ドラえもん大事典』や『ド・ラ・カルト』に代表されるように独自解釈をふんだんに交えているものが多々あり、他社でも同様のコンセプトで漫画作品の考察本が刊行されているが、本作ではそれらに反して独自解釈を省いた清い執筆方針を採っている。
『月刊コロコロコミック』上では、『大長編ドラえもん』の連載中は、必ず『大長編ドラえもん』の直後のページから続けて掲載されていた。

## 登場人物
寺尾台ヒロシ（てらおだいヒロシ）
主人公で発明家志望の少年。ドラえもんたちネコ型ロボットの開発者で、寺尾台校長の曽祖父（先祖）に当たる。キッドと王ドラが現れたことで「ドラえもん」の調査を始める。
ドラ・ザ・キッド
ドラえもんズのメンバー。時空乱流に巻き込まれて20世紀（すなわちのび太のいる時代）にタイムスリップしてしまった上、なぜか小型化する。興奮すると、他人の迷惑など考えずに空気砲を乱射する。美女に弱く、見つけるたびにメロメロになる。
王ドラ（ワンドラ）
同じくドラえもんズのメンバー。キッドと共に20世紀にタイムスリップしてしまった上、小型化する。ボケをかますキッドの突っ込み役を務めることも。
寺尾台校長
22世紀のロボット養成学校校長であり、ネコ型ロボットの開発者。毎話の冒頭部でキッドの通信機から爆発とともに元気よく飛び出してくる（あくまで立体映像）。はた迷惑な登場パターンはバリエーションに富み、爆発とともに飛び出すことでキッドらをいつも驚かそうと考えている節がある。一度、タイムスリップしたキッドと王ドラを元に戻すための装置を作ったが、あえなく失敗に終わる。

## その他の登場人物
ドラメッドIII世
大長編ドラえもん編の後編で1コマだけ登場（さらに巨大化もした）。
ドラミ
キッドがドラミの悪口を言うと、たとえ小声であっても聞きつけて登場し、強烈な「ドラミパンチ」などを食らわす。数回登場した。
これ以外にも作中ではドラえもんたちが登場したことがある（ヒロシたちとは直接関わっていない）。

## 書籍情報
1. 1998年3月発売 ISBN 4091493610[1]
2. 1999年6月発売 ISBN 4091493629[2]